# Alluaudomyia griffithi
Alluaudomyia griffithi är en tvåvingeart som beskrevs av Wirth och Mercedes Delfinado 1964. Alluaudomyia griffithi ingår i släktet Alluaudomyia och familjen svidknott.
Artens utbredningsområde är Thailand. Inga underarter finns listade i Catalogue of Life.